# Полносвязная топология

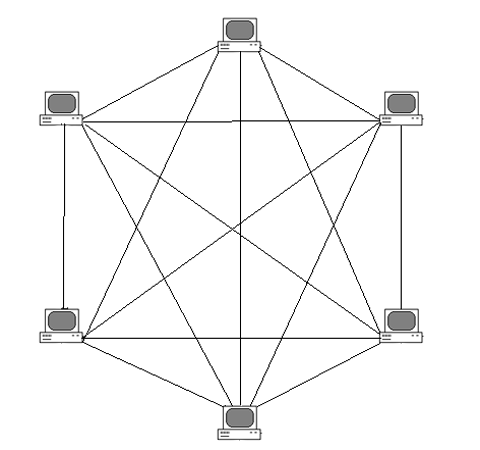
Пример полносвязной топологии

Полносвязная топология (полный граф) — топология компьютерной сети, в которой каждая рабочая станция подключена ко всем остальным.
Этот вариант является громоздким и неэффективным, несмотря на свою логическую простоту. Для каждой пары должна быть выделена независимая линия, каждый компьютер должен иметь столько коммуникационных портов сколько компьютеров в сети. По этим причинам сеть может иметь только сравнительно небольшие конечные размеры. Чаще всего эта топология используется в многомашинных комплексах или глобальных сетях при малом количестве рабочих станций.

## Преимущества
- Имеется прямой канал до каждого узла в сети
- Отказоустойчивость

## Недостатки
- Сложное расширение сети (при добавлении одного узла необходимо соединить его со всеми остальными).
- Огромное количество соединений при большом количестве узлов